# Destroyer (singel)
"Destroyer" - piosenka industrial metalowej grupy Static-X, drugi singel z piątego albumu zespołu, Cannibal. Utwór został udostępniony na iTunes 13 lutego 2007. Do piosenki został nakręcony teledysk.
20 marca 2007 Static-X wydał "Destroyer EP" poprzez sieć sklepów Hot Topic na terenie całego USA.
Piosenka została użyta w reklamie WWE SmackDown vs. Raw 2008.

## Lista utworów dla wersji EP
1. Destroyer - 2:47
2. Cannibal - 3:13
3. Love Dump - 4:20
4. Push It - 2:36
5. I'm With Stupid (Teledysk)